# NBA Playoffs
De NBA Playoffs bestaan uit vier competitieronden tussen zestien teams uit de Eastern Conference en de Western Conference (voor 1970: Eastern en Western Division) uit de National Basketball Association. De winnaars van de eerste ronde (de kwartfinales van de beide Conferences) gaan door naar de halve finale van hun conference en de winnaars van deze halve finales gaan door naar de finale van hun conference. Uiteindelijk komen de winnaars van beide conferences tegen elkaar uit in de NBA Finale. Elke ronde wordt in een best-of-seven opzet gespeeld. In deze opzet spelen twee teams maximaal zeven wedstrijden tegen elkaar, totdat een van de twee teams vier wedstrijden gewonnen heeft. Voorheen bestond de eerste ronde uit een best-of-five serie, waarin om drie gewonnen wedstrijden werd gespeeld. De NBA Finale werd in een 2-3-2 opzet gespeeld, wat betekent dat de eerste twee en de laatste twee wedstrijden (indien nodig) gespeeld worden door het team dat het thuisvoordeel verworven heeft. Maar sinds 2014 wordt de finale net als alle andere ronden in de NBA Playoffs in een 2-2-1-1-1 opzet gespeeld. 
De NBA Playoffs beginnen meestal eind april, acht teams per conference kwalificeren zich in het reguliere seizoen voor de play-offs. De top-3 van elke conference, die bestaat uit de winnaars van de drie divisies, kwalificeert zich voor de play-offs. De resterende vijf plekken worden vergeven aan de overige vijf beste teams uit de conference. Op 2 augustus 2006, kondigde de NBA een nieuwe play-off-opzet af. In de nieuwe opzet kwalificeren de drie divisiewinnaars en de beste nummer 2 van de drie divisies zich als nummer 1-4. De resterende vier plekken (5-8) worden opgevuld door de teams die tijdens het reguliere seizoen het beste presteerden. Hiermee wordt voorkomen dat de beste twee teams van een conference uit het reguliere seizoen, elkaar eerder dan in de conference finales ontmoeten.  
| 1999-2000: | Los Angeles Lakers    | 4 | 2 | Indiana Pacers        | Shaquille O'Neal      |
| 2000-2001: | Los Angeles Lakers    | 4 | 1 | Philadelphia 76ers    | Shaquille O'Neal      |
| 2001-2002: | Los Angeles Lakers    | 4 | 0 | New Jersey Nets       | Shaquille O'Neal      |
| 2002-2003: | San Antonio Spurs     | 4 | 2 | New Jersey Nets       | Tim Duncan            |
| 2003-2004: | Detroit Pistons       | 4 | 1 | Los Angeles Lakers    | Chauncey Billups      |
| 2004-2005: | San Antonio Spurs     | 4 | 3 | Detroit Pistons       | Tim Duncan            |
| 2005-2006: | Miami Heat            | 4 | 2 | Dallas Mavericks      | Dwyane Wade           |
| 2006-2007: | San Antonio Spurs     | 4 | 0 | Cleveland Cavaliers   | Tony Parker           |
| 2007-2008: | Boston Celtics        | 4 | 2 | Los Angeles Lakers    | Paul Pierce           |
| 2008-2009: | Los Angeles Lakers    | 4 | 1 | Orlando Magic         | Kobe Bryant           |
| 2009-2010: | Los Angeles Lakers    | 4 | 3 | Boston Celtics        | Kobe Bryant           |
| 2010-2011: | Dallas Mavericks      | 4 | 2 | Miami Heat            | Dirk Nowitzki         |
| 2011-2012: | Miami Heat            | 4 | 1 | Oklahoma City Thunder | LeBron James          |
| 2012-2013: | Miami Heat            | 4 | 3 | San Antonio Spurs     | LeBron James          |
| 2013-2014: | San Antonio Spurs     | 4 | 1 | Miami Heat            | Kawhi Leonard         |
| 2014-2015: | Golden State Warriors | 4 | 2 | Cleveland Cavaliers   | Andre Iguodala        |
| 2015-2016: | Cleveland Cavaliers   | 4 | 3 | Golden State Warriors | LeBron James          |
| 2016-2017: | Golden State Warriors | 4 | 1 | Cleveland Cavaliers   | Kevin Durant          |
| 2017-2018: | Golden State Warriors | 4 | 0 | Cleveland Cavaliers   | Kevin Durant          |
| 2018-2019  | Toronto Raptors       | 4 | 2 | Golden State Warriors | Kawhi Leonard         |
| 2019-2020  | Los Angeles Lakers    | 4 | 2 | Miami Heat            | LeBron James          |
| 2020-2021  | Milwaukee Bucks       | 4 | 2 | Phoenix Suns          | Giannis Antetokounmpo |
| 2021-2022  | Golden State Warriors | 4 | 2 | Boston Celtics        | Stephen Curry         |
| 2022-2023  | Denver Nuggets        | 4 | 1 | Miami Heat            | Nikola Jokić          |
| 2023-2024  | Boston Celtics        | 4 | 1 | Dallas Mavericks      | Jaylen Brown          |